# Teatro dell'Opera di Sydney
Il teatro dell'Opera di Sydney (in inglese Sydney Opera House) costituisce una delle più significative architetture realizzate nel XX secolo e tale da rappresentare quasi un'icona non solo per la città di Sydney, in cui sorge, quanto per l'Australia stessa.  
Il progetto è dell'architetto danese Jørn Utzon, affiancato per i calcoli strutturali dalla società di ingegneria londinese Arup.
Nel 2007, la Sydney Opera House è diventata patrimonio dell'umanità sotto l'egida dell'UNESCO ed è stata anche finalista nella lista delle nuove 7 meraviglie del mondo.

## Descrizione
Situato nella baia di Sydney, dotato di un parco di divertimenti a sud e di un grande parcheggio per le autovetture accessibile da Macquarie Street, ben collegato e vicino all'enorme Sydney Harbour Bridge, l'edificio e i suoi dintorni rappresentano spesso una meta per i turisti che - per la maggior parte senza interesse alcuno per l'opera - affollano l'edificio semplicemente per visitarne la struttura. Secondo alcuni critici, i gusci a sezione sferica possono ricordare la flottiglia di barche a vela che si reca in crociera nei mari australiani.
La struttura presenta un moderno design espressionista, con una serie di grandi "gusci" prefabbricati in cemento, ciascuno composto da sezioni di una sfera di 75,2 metri di raggio, che formano i tetti della struttura, posti su un podio monumentale. L'edificio copre 1,8 ettari di terreno ed è lungo 183 m e largo 120 m nel punto più largo. È sostenuto da 588 pilastri di cemento affondati fino a 25 m  sotto il livello del mare. Il punto più alto del tetto si trova a 67 metri sul livello del mare, che è la stessa altezza di un edificio di 22 piani. La copertura è composta da 2.194 sezioni prefabbricate in calcestruzzo, che pesano fino a 15 tonnellate ciascuna.
Sebbene le strutture di copertura siano comunemente indicate come "gusci", si tratta di pannelli prefabbricati in calcestruzzo sostenuti da nervature prefabbricate in calcestruzzo, non di gusci in senso strettamente strutturale. Sebbene le conchiglie appaiano uniformemente bianche da lontano, in realtà presentano un sottile motivo a chevron composto da 1.056.006 piastrelle in due colori: bianco lucido e crema opaco. Le piastrelle sono state prodotte dalla società svedese Höganäs AB, che generalmente produceva piastrelle in gres per l'industria della cartiera.
A parte le piastrelle delle conchiglie e le facciate continue in vetro degli spazi del foyer, l'esterno dell'edificio è in gran parte rivestito con pannelli aggregati composti da granito rosa estratto a Tarana. I trattamenti significativi della superficie interna includono anche il calcestruzzo fuori forma, il compensato di betulla bianca australiana fornito da Wauchope nel nord del Nuovo Galles del Sud e il legno lamellare a spazzola.
L'acustica dell'intera struttura, particolarmente quella del teatro dell'opera, non sempre ha avuto apprezzamento e anzi ha ricevuto critiche fino a essere giudicata insoddisfacente rispetto alla funzione per cui è stata edificata; infatti  vi sono state continue richieste per una ristrutturazione degli spazi, un restyling che preveda lo spostamento del teatro dell'opera alla sala concerto, più grande e più adatta acusticamente, con conseguente spostamento della Sydney Symphony Orchestra in una nuova sala.
Il 28 settembre 1973 avvenne la pre-inaugurazione dell'Opera House con Voïna i mir (Guerra e pace) di Sergei Prokofiev. Il teatro dell'opera (Opera Theatre da 1 530 posti) venne inaugurato dalla regina Elisabetta II il 20 ottobre 1973. L'apertura fu trasmessa in televisione, con fuochi d'artificio e l'esecuzione della Nona sinfonia di Beethoven. Nella sala dei concerti da 2 700 posti si trova il grande organo a canne, uno strumento musicale dotato di 10 500 canne, installato nel 1979.

### Luoghi e strutture per gli spettacoli

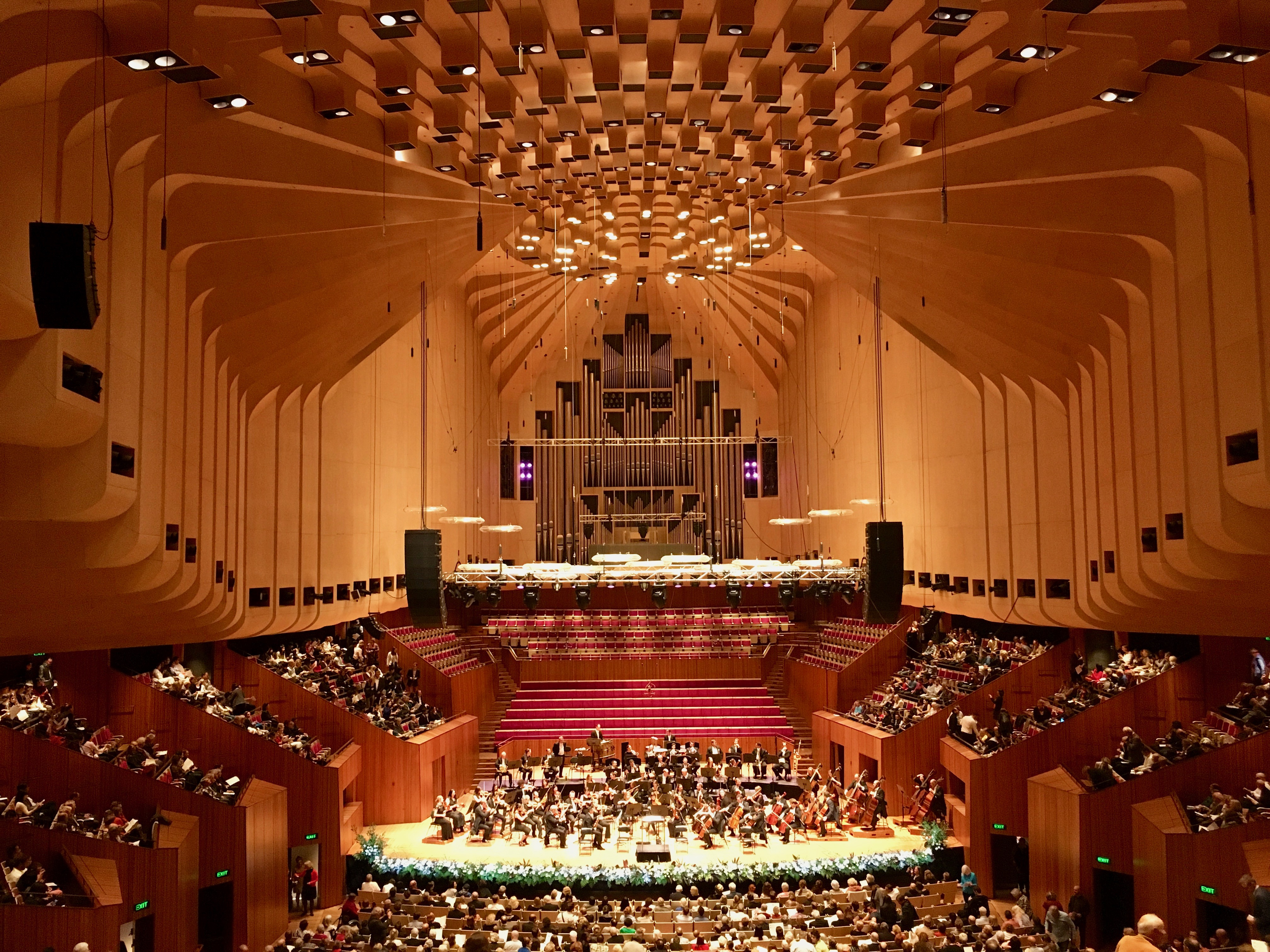
La sala da concerto principale

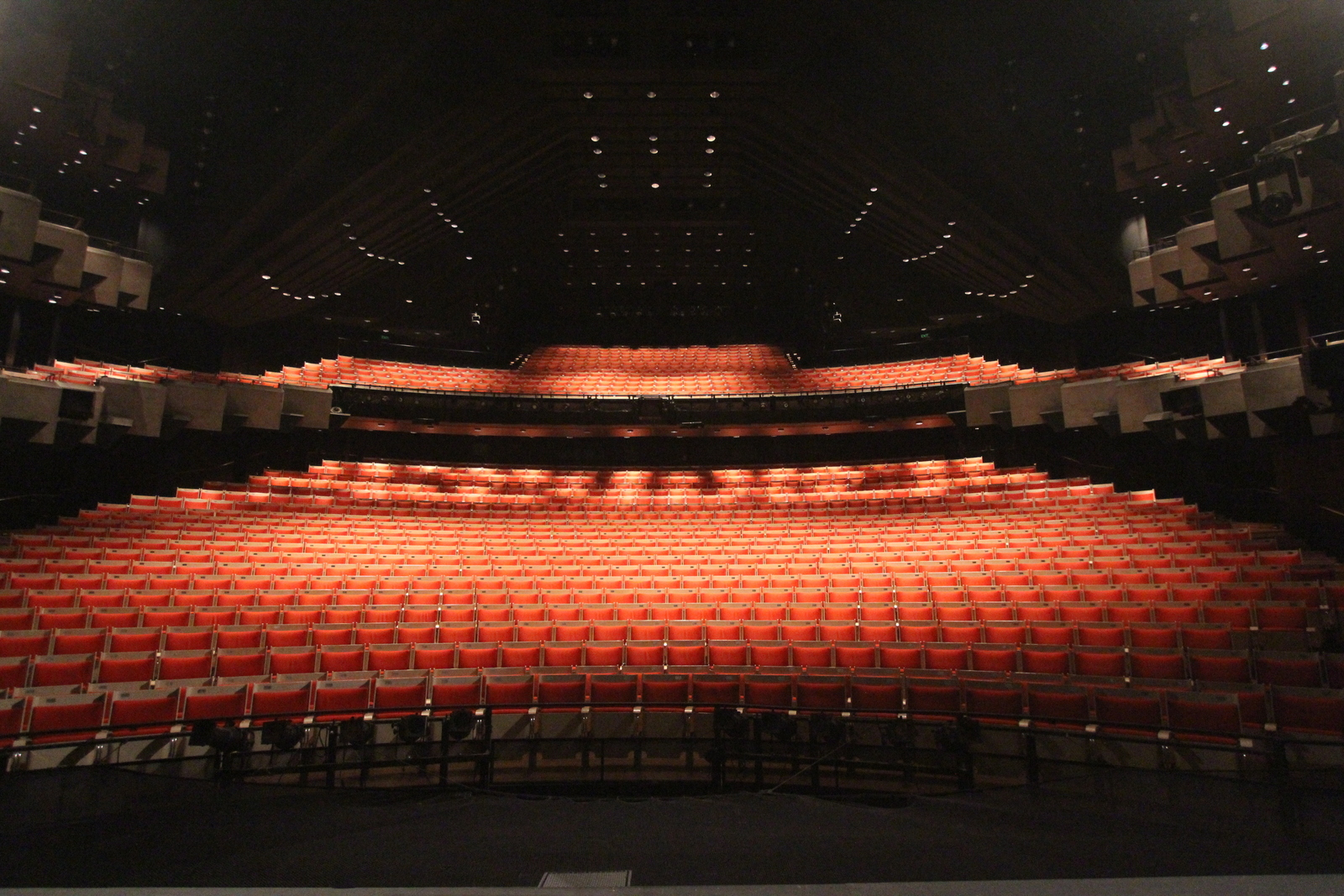
Interno del Joan Sutherland Theatre

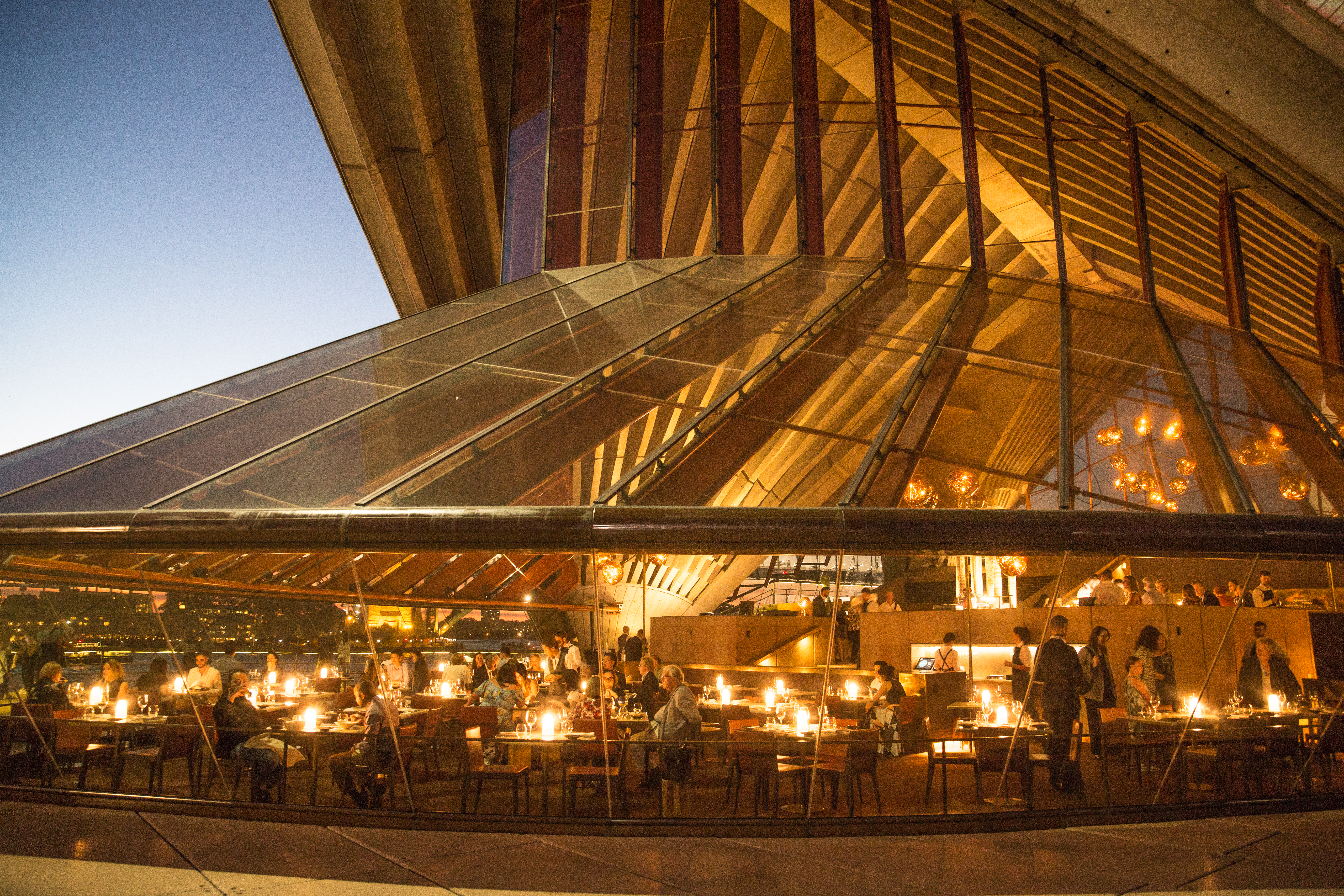
Il ristorante Bennelong, situato all'estremità meridionale della vela

La Sydney Opera House comprende un certo numero di luoghi di spettacolo:
- Sala da concerto: con 2.679 posti a sedere, è la sede della Sydney Symphony Orchestra ed è utilizzata da un gran numero di altri presentatori. Contiene il Sydney Opera House Grand Organ, il più grande organo meccanico ad azione tracker al mondo, con oltre 10.000 canne.[13]
- Joan Sutherland Theatre: un teatro di proscenio con 1.507 posti a sedere,[14] la sede di Sydney dell'Opera Australia e dell'Australian Ballet. Fino al 17 ottobre 2012 era conosciuto come Teatro dell'Opera.[15][16]
- Drama Theatre: Un teatro di proscenio con 544 posti a sedere, utilizzato dalla Sydney Theatre Company e da altre compagnie di danza e teatro.
- Playhouse: un teatro di fine scena senza proscenio con 398 posti a sedere.
- Studio: uno spazio flessibile con 280 posti a sedere permanenti (alcuni dei quali possono essere ripiegati) e una capacità massima di 400, a seconda della configurazione.
- Utzon Room: un piccolo locale polivalente per feste, funzioni aziendali e piccole produzioni (come spettacoli di musica da camera).
- Camere Yallamundi: uno spazio funzionale che può ospitare fino a 400 persone, spesso utilizzato per matrimoni o conferenze aziendali.
- Piazzale all'aperto: un luogo flessibile all'aperto con un'ampia gamma di opzioni di configurazione, inclusa la possibilità di utilizzare i gradini monumentali come posti a sedere per il pubblico, utilizzati per una serie di eventi comunitari e importanti spettacoli all'aperto.

## Galleria d'immagini

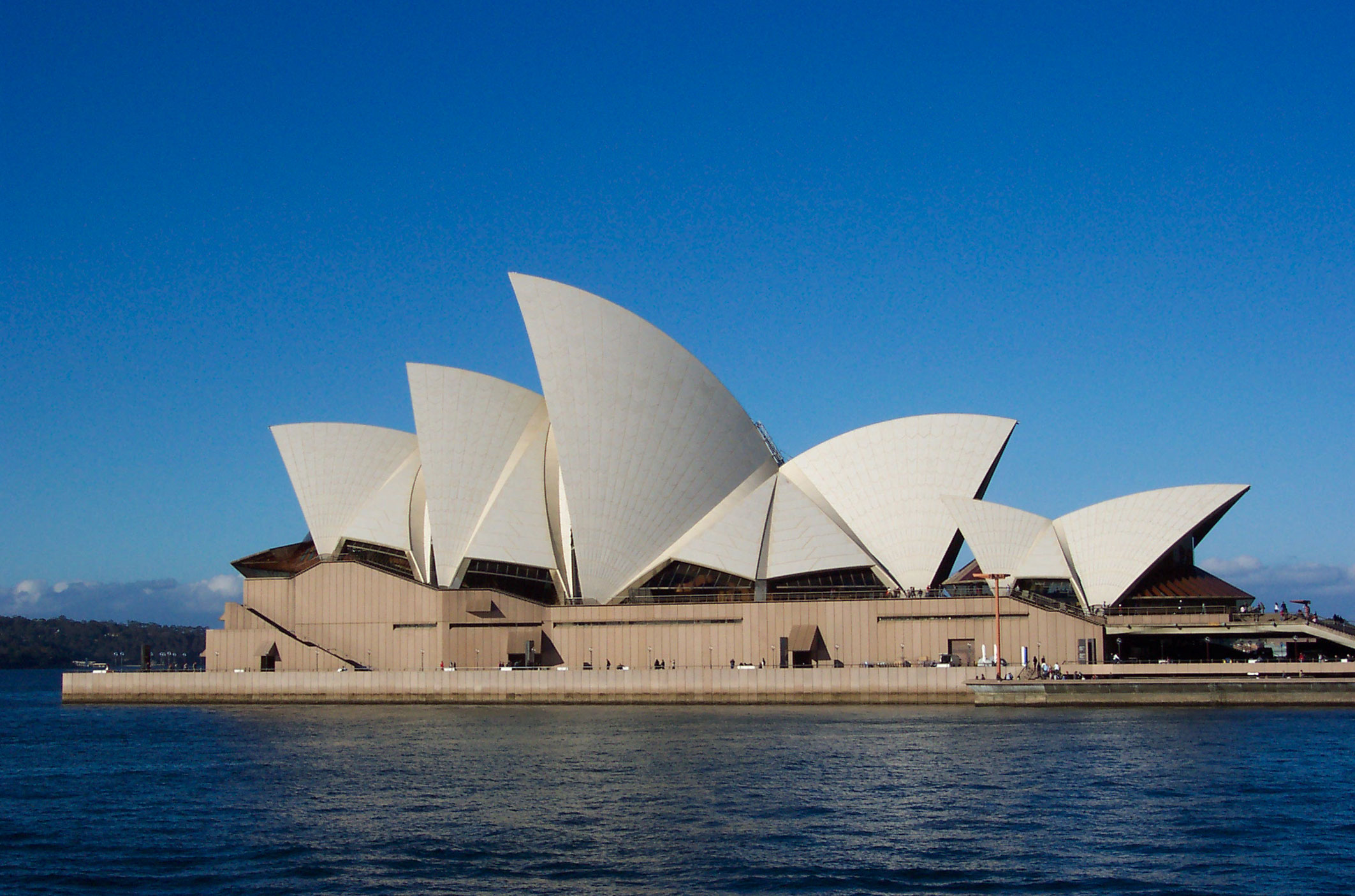
Teatro dell'Opera di Sydney in Australia
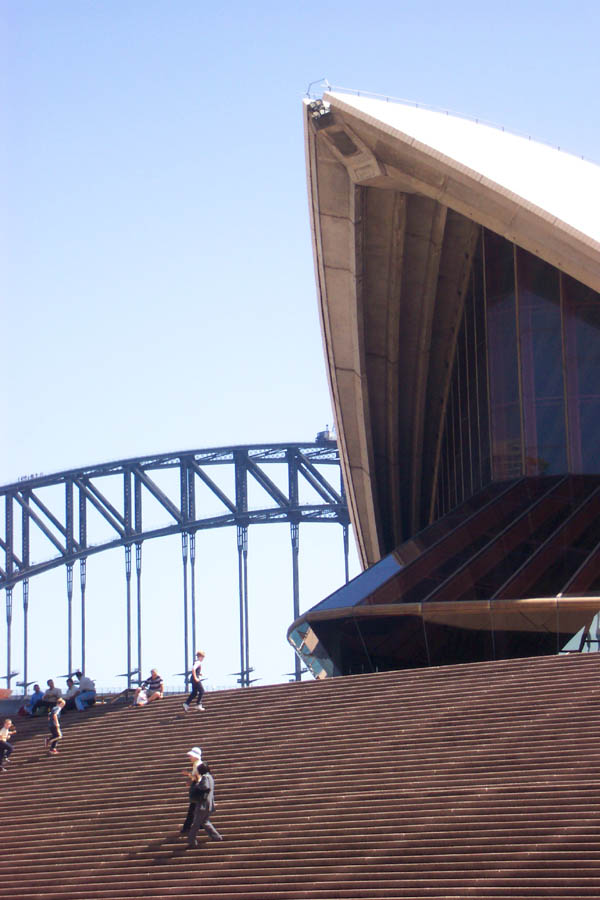
La scalinata dell'ingresso principale

## Fonti
1. ↑  (EN) World Heritage Places – The Sydney Opera House – World Heritage values, in environment.gov.au, 23 aprile 2008 (archiviato dall'url originale il 10 maggio 2016).
2. ↑  (EN) Alannah Maher, Seven Sydney Opera House designs that never saw the light of day, in Time Out, 30 luglio 2021. URL consultato il 4 novembre 2021.
3. ↑  (EN) David Braithwaite, Opera House wins top status, in The Sydney Morning Herald, 28 giugno 2007 (archiviato dall'url originale il 1º luglio 2007).
4. ↑  (EN) New7Wonders of the World, in World of New7Wonders.
5. ↑  (EN) Sydney Opera House short-listed for new 'Seven Wonders', in ABC News (Australia).
6. ↑  (EN) Shells of the Sydney Opera House, in The Royal Society of New South Wales (archiviato dall'url originale il 27 settembre 2011).
7. ↑  (EN) "Roof Cladding of the Sydney Opera House",, in Journal and Proceedings of the Royal Society of New South Wales, vol. 106, 21 novembre 1973 (archiviato dall'url originale il 27 settembre 2011).
8. ↑  (EN) Sydney Opera House: 40 fascinating facts, in Telegraph.co.uk, 24 ottobre 2013.
9. ↑  (EN) Tom Fletcher, Sydney Opera House, in sydneyarchitecture.com (archiviato dall'url originale il 27 settembre 2007).
10. ↑  (EN) J Utzon, Sydney Opera House Utzon design principles (PDF), Sidney, Sydney Opera House Trust, 2002,  p. 20 (archiviato dall'url originale il 26 febbraio 2009).
11. ↑  (EN) D.S. Littlemore, Sydney Opera House, Anatomy of Stage Three construction and completion: a general index, Public Works Department, NSW.
12. ↑  (EN) Sydney Opera House venues, in sydneyoperahouse.com (archiviato dall'url originale il 16 aprile 2015).
13. ↑  (EN) Sydney Opera House Grand Organ specification (PDF), su sydneyoperahouse.com (archiviato dall'url originale il 5 settembre 2012).
14. ↑  (EN) Joan Sutherland Theatre: Technical and Production Information (PDF), in Sydney Opera House, giugno 2012,  p. 6 (archiviato dall'url originale il 4 novembre 2018).
15. ↑  (EN) Opera Theatre Officially Renamed Joan Sutherland Theatre, in Sydney Opera House, 16 ottobre 2012 (archiviato dall'url originale il 18 ottobre 2012).
16. ↑   Opera House theatre to be renamed after Sutherland, in Australian Broadcasting Corporation, 17 ottobre 2012 (archiviato dall'url originale il 18 ottobre 2012).